# Condado de Yamhill
El condado de Yamhill (en inglés: Yamhill County) fundado en 1843 es uno de los 36 condados en el estado estadounidense de Oregón. En el 2000 el condado tenía una población de 84,992 habitantes en una densidad poblacional de 46 personas por km². La sede del condado es McMinnville.

## Geografía
Según la Oficina del Censo, el condado tiene un área total de 1,861 km² (0,7 mi²), de la cual 1,853 km² (0,7 mi²) es tierra y 7 km² (2,7 mi²) (0.39%) es agua.

### Condados adyacentes
- Condado de Clackamas (este)
- Condado de Marion (sureste)
- Condado de Polk (sur)
- Condado de Tillamook (oeste)
- Condado de Washington (norte)

## Demografía
Según el censo de 2000, habían 84,992 personas, 28,732 hogares y 21,376 familias residiendo en la localidad. La densidad de población era de 46 hab./km². Había 30,270 viviendas con una densidad media de 16 viviendas/km². El 88.98% de los habitantes eran blancos, el 0.85% afroamericanos, el 1.47% amerindios, el 1.07% asiáticos, el 0.12% isleños del Pacífico, el 5.08% de otras razas y el 2.42% pertenecía a dos o más razas. El 10.61% de la población eran hispanos o latinos de cualquier raza.
Los ingresos medios por hogar en la localidad eran de $44,111, y los ingresos medios por familia eran $50,336. Los hombres tenían unos ingresos medios de $35,686 frente a los $25,254 para las mujeres. La renta per cápita para el condado era de $18,951. Alrededor del 9.20% de la población estaban por debajo del umbral de pobreza.

## Localidades
| - Amity - Carlton - Dayton - Dundee - Lafayette | - McMinnville - Newberg - Sheridan - Willamina - Yamhill |